# Wahlkreis Bautzen 5
Der Wahlkreis Bautzen 5 (obersorbisch Wólbny wokrjes Budyšin 5; Wahlkreis 56) ist ein Landtagswahlkreis in Sachsen. Er umfasst die Große Kreisstadt Bautzen, die Stadt Weißenberg und die Gemeinden Doberschau-Gaußig, Großdubrau, Hochkirch, Kubschütz und Malschwitz im Landkreis Bautzen. Wahlberechtigt waren bei der letzten Landtagswahl (im Jahr 2019) 48.832 Einwohner.
Bei den Wahlen 2004 und 2009 zählten auch die Gemeinden Königswartha, Neschwitz, Puschwitz und Radibor noch zu diesem Wahlkreis, die heute Teil des Wahlkreises Bautzen 4 sind.

## Wahl 2024
Die Landtagswahl 2024 führte zu folgendem Ergebnis:
| Direktkandidat          | Partei              | Erststimmen in % | Zweitstimmen in % |
| ----------------------- | ------------------- | ---------------- | ----------------- |
| Marko Schiemann         | CDU                 | 38,1             | 32,5              |
| Jörg Urban              | AfD                 | 42,4             | 39,4              |
| Andrea Kubank           | Die Linke           | 2,3              | 2,1               |
| Christian Schäfer       | GRÜNE               | 1,5              | 2,3               |
| Alexander Ahrens        | SPD                 | 2,4              | 4,6               |
| Martin Nedo             | FDP                 | 0,7              | 0,7               |
| Mike Hauschild          | Freie Wähler        | 3,5              | 1,9               |
| Antje Tischer           | Die Partei          | 1,2              | 0,9               |
| –                       | Piraten             | –                | 0,2               |
| –                       | ÖDP                 | –                | 0,0               |
| –                       | BüSo                | –                | 0,1               |
| –                       | Tierschutz hier!    | –                | 1,0               |
| –                       | dieBasis            | –                | 0,2               |
| –                       | Bündnis C           | –                | 0,1               |
| –                       | Bündnis Deutschland | –                | 0,3               |
| Peter Franz Josef Temme | BSW                 | 7,3              | 10,8              |
| Philipp Hartel          | Freie Sachsen       | 0,7              | 2,6               |
| –                       | V-Partei3           | –                | 0,1               |
| –                       | WU                  | –                | 0,3               |

## Wahl 2019
| Amtliches Endergebnis der Landtagswahl am 1. September 2019 in Sachsen im Wahlkreis 056 Bautzen 5 (Ergebnisse in Prozent) |

| Direktkandidat       | Partei               | Erststimmen in % | Zweitstimmen in % |
| -------------------- | -------------------- | ---------------- | ----------------- |
| Marko Schiemann      | CDU                  | 38,0             | 33,0              |
| Jörg Urban           | AfD                  | 36,4             | 36,4              |
| Heiko Kosel          | Die Linke            | 8,4              | 7,7               |
| Mike Hauschild       | FDP                  | 5,8              | 4,4               |
| Siegfried Kühn       | GRÜNE                | 4,0              | 4,7               |
| Harald Baumann-Haßke | SPD                  | 3,7              | 5,5               |
| Ralf Zeidler         | FREIE WÄHLER         | 3,6              | 2,8               |
| Tobias Faku          | BüSo                 | 0,3              | 0,1               |
|                      | DIE PARTEI           | –                | 1,4               |
|                      | Tierschutz           | –                | 1,4               |
|                      | NPD                  | –                | 0,6               |
|                      | Gesundheitsforschung | –                | 0,6               |
|                      | Blaue #TeamPetry     | –                | 0,3               |
|                      | ADPM                 | –                | 0,3               |
|                      | Piraten              | –                | 0,2               |
|                      | ÖDP                  | –                | 0,2               |
|                      | PDV                  | –                | 0,1               |
|                      | KPD                  | –                | 0,1               |
|                      | Die Humanisten       | –                | 0,1               |

## Wahl 2014
| Amtliches Endergebnis der Landtagswahl am 31. August 2014 in Sachsen im Wahlkreis 056 Bautzen 5 (Ergebnisse in Prozent) |

| Direktkandidat  | Partei          | Erststimmen in % | Zweitstimmen in % |
| --------------- | --------------- | ---------------- | ----------------- |
| Marko Schiemann | CDU             | 42,0             | 36,1              |
| Heiko Kosel     | Die Linke       | 20,1             | 16,4              |
| Markus Gießler  | SPD             | 10,4             | 9,6               |
| Christian Jahn  | NPD             | 13,8             | 10,9              |
| Mike Hauschild  | FDP             | 6,3              | 3,7               |
| Siegfried Kühn  | GRÜNE           | 4,6              | 3,6               |
|                 | Tierschutz      | –                | 1,2               |
| Marion Nawroth  | Piraten         | 2,9              | 0,9               |
|                 | BüSo            | –                | 0,2               |
|                 | DSU             | –                | 0,2               |
|                 | AfD             | –                | 14,8              |
|                 | pro Deutschland | –                | 0,4               |
|                 | FREIE WÄHLER    | –                | 1,6               |
|                 | DIE PARTEI      | –                | 0,5               |

## Wahl 2009
| Amtliches Endergebnis der Landtagswahl am 30. August 2009 in Sachsen im Wahlkreis 052 Bautzen 2 (Ergebnisse in Prozent) |

| Direktkandidat    | Partei          | Erststimmen in % | Zweitstimmen in % |
| ----------------- | --------------- | ---------------- | ----------------- |
| Marko Schiemann   | CDU             | 48,0             | 45,2              |
| Heiko Kosel       | Die Linke       | 21,1             | 18,6              |
| Johannes Pförtner | SPD             | 6,2              | 7,2               |
| Christian Jahn    | NPD             | 7,2              | 6,9               |
| Sven Herbst       | FDP             | 11,3             | 10,7              |
| Annemarie Rentsch | GRÜNE           | 6,3              | 4,5               |
|                   | Tierschutz      | –                | 2,2               |
|                   | PBC             | –                | 0,3               |
|                   | BüSo            | –                | 0,2               |
|                   | DSU             | –                | 0,2               |
|                   | REP             | –                | 0,2               |
|                   | Freie Sachsen   | –                | 1,7               |
|                   | FP Deutschlands | –                | 0,1               |
|                   | Humanwirtschaft | –                | 0,1               |
|                   | Piraten         | –                | 1,6               |
|                   | SVP             | –                | 0,3               |

## Wahl 2004
Die Landtagswahl 2004 hatte folgendes Ergebnis:
| Direktkandidat       | Partei         | Erststimmen in % | Zweitstimmen in % |
| -------------------- | -------------- | ---------------- | ----------------- |
| Marko Schiemann      | CDU            | 48,3             | 42,4              |
| Jürgen Mehner        | PDS            | 27,0             | 23,4              |
| Marcel Rableski      | SPD            | 6,1              | 6,4               |
| Michael Juros        | GRÜNE          | 5,1              | 4,0               |
|                      | NPD            | –                | 11,7              |
| Angela Krabbe        | FDP            | 9,3              | 6,5               |
|                      | DSU            | –                | 0,5               |
|                      | PBC            | –                | 0,5               |
|                      | GRAUE          | –                | 0,8               |
|                      | BüSo           | –                | 0,5               |
|                      | AUFBRUCH       | –                | 0,8               |
|                      | DGG            | –                | 0,6               |
|                      | Tierschutz     | –                | 1,8               |
| Wilfried Schaudienst | Einzelbewerber | 4,2              | –                 |